# John Carroll
John Carroll (Upper Marlboro, 8 gennaio 1735 – Baltimora, 3 dicembre 1815) è stato un gesuita e arcivescovo cattolico statunitense.
Fu il primo vescovo della più antica diocesi degli Stati Uniti d'America, quella di Baltimora; è anche il fondatore della Georgetown University di Washington.

## Biografia
Si formò nel Collegio di Saint-Omer a Saint-Omer, nelle Fiandre francesi, poi nel 1753 entrò nella Compagnia di Gesù: lasciò l'Europa dopo lo scioglimento dell'Ordine (1773) e, tornato in patria, iniziò a dedicarsi attivamente all'evangelizzazione del territorio del Maryland.
Amico di Benjamin Franklin e proveniente da una ricca famiglia di origini irlandesi che aveva aderito alla rivoluzione fin dall'inizio (suo fratello Daniel fu uno dei firmatari della Costituzione degli Stati Uniti d'America nel 1787, e il cugino Charles Carroll di Carrollton uno dei firmatari, l'unico cattolico, della Dichiarazione d'indipendenza del 1776), contribuì attivamente alla lotta per l'indipendenza americana tanto da essere inviato nel Québec per convincere i coloni francesi ad unirsi a quelli delle tredici colonie ed a partecipare alla guerra d'indipendenza americana; tale comportamento fu stigmatizzato pubblicamente dal vescovo di Quebec, mons. Briand (che pure era un francese, quindi nato in un Paese alleato dei rivoluzionari americani), che lo scomunicò e tale decisione fu confermata a Roma (forse anche perché non si voleva mettere in pericolo la posizione privilegiata dei cattolici riconosciuta dal Quebec Act del 1773, aderendo a una rivoluzione che aveva visto proprio la polemica contro i cattolici canadesi come uno dei motivi di attrito con il governo inglese), ma "rivista" nel 1783 dopo la Pace di Parigi.
Franklin convinse il nunzio pontificio a Parigi a chiedere a papa Pio VI di sottrarre i territori americani alla giurisdizione del vicario apostolico di Londra, così il 26 novembre 1784 Carroll fu nominato prefetto apostolico di tutti gli Stati Uniti d'America; quando fu creata la prima sede episcopale americana, quella di Baltimora (6 novembre 1789), vi fu eletto vescovo e poi (1808) arcivescovo. Questa nomina fu parzialmente sorprendente vista la precedente scomunica ma in linea con la ricerca di buoni rapporti con le nuove autorità anche per le sue parentele (oltre ai parenti già citati, fu anche zio del primo sindaco di Washington nel 1802). Del resto poco prima (maggio 1784), era stata creata la prefettura apostolica di Terranova (oggi arcidiocesi di Saint John's) per i cattolici anglofoni del Canada, in un riordino delle missioni cattoliche in Nord America.
S'interessò alla revisione della costituzione degli Stati Uniti (1789) nel senso di una più netta enunciazione del principio della libertà religiosa. È considerato il fondatore della Chiesa cattolica negli Stati Uniti d'America, che grazie al suo impulso conobbe un rapido sviluppo.
Proveniente da una famiglia di grandi proprietari terrieri, fu favorevole alla schiavitù, egli stesso aveva degli schiavi che lasciò in eredità alla famiglia, anche se chiese nel testamento che il suo cameriere personale venisse liberato entro un anno (del resto i Gesuiti, ossia l'ordine a cui apparteneva ne avevano molti, tanto che fu famosa la vendita di 272 loro schiavi nel 1838 per finanziare la loro Università di Georgetown, allora college fondato da John Carroll).

## Genealogia episcopale e successione apostolica
La genealogia episcopale è:
- Cardinale Scipione Rebiba
- Cardinale Giulio Antonio Santori
- Cardinale Girolamo Bernerio, O.P.
- Arcivescovo Galeazzo Sanvitale
- Cardinale Ludovico Ludovisi
- Cardinale Luigi Caetani
- Cardinale Ulderico Carpegna
- Cardinale Paluzzo Paluzzi Altieri degli Albertoni
- Cardinale Gaspare Carpegna
- Cardinale Fabrizio Paolucci
- Cardinale Francesco Barberini
- Cardinale Annibale Albani
- Cardinale Federico Marcello Lante Montefeltro della Rovere
- Vescovo Charles Walmesley, O.S.B.
- Arcivescovo John Carroll, S.I.

La successione apostolica è:
- Arcivescovo Leonard Neale, S.I. (1800)
- Vescovo Michael Francis Egan, O.F.M. (1810)
- Cardinale Jean-Louis Anne Madelain Lefebvre de Cheverus (1810)
- Vescovo Benoît-Joseph Flaget, P.S.S. (1810)